# Campeonato Sergipano de Futebol de 1956
O Campeonato Sergipano de Futebol de 1956 foi a 33º edição da divisão principal do campeonato estadual de Sergipe. O campeão foi o Santa Cruz que conquistou seu primeiro título na história da competição.

## Premiação
| Campeonato Sergipano de 1956   |
| Estância                       |
| ------------------------------ |
| Santa Cruz Campeão (1º título) |